# Jana Ašenbrennerová
Jana Ašenbrennerová (* 1981) je česká fotografka, žijící ve Spojených státech amerických. Věnuje se dokumentaci humanitárních projektů v Asii i Africe. Ve svých fotografických reportážích se zaměřuje na sociální menšiny nebo ženy.

## Život a dílo
Zabývá se ale i tematikou náboženství. Vyfotografovala například sérii snímků, zachycující staré kněze, kteří již ukončili svou aktivní službu a sami již potřebují pomoc druhých v domově s trvalou péčí. „Seznámit se s těmito muži a pracovat s nimi byla úžasná zkušenost. Mají fantastický smysl pro humor a jsou skvělí vypravěči. Vždycky znovu na mě udělá dojem jejich paměť. Bez ohledu na svůj věk jsou zvídaví a nepřestávají se učit. Nepřekvapilo mě, když jsem jednoho dne navštívila otce Xavera, kterému je přes 90 let, a on mě přivítal Bonjour, protože se právě učil francouzsky.“

## Ocenění
- Na World Press Photo v roce 2014 získala čestné ocenění v kategorii Každodenní život za snímek homosexuálů v Kongu. Jeho zákony homosexualitu nekriminalizují. „Ale společnost ji nepřijímá, což činí z myšlenky rovného zacházení jen fantazii," uvádí fotografka.[2]

- Ocenění časopisu National Geographic (2010)
- V letech 2010, 2012 i 2013 získala ocenění v soutěži Czech Press Photo, v posledním případě za sérii snímků o prevenci cholery v Kongu.[3]